# Subsong
Subsong (aus englisch subsong) oder Whisper Song (aus englisch whisper song, wörtlich „Flüsterlied“) ist eine Art des Vogelgesangs, die meist von Singvögeln vorgebracht wird. Beim Subsong handelt es sich um einen meist relativ leisen Gesang, der deutlich vom Territorialgesang der jeweiligen Vogelart abweicht und auch bei Arten auftritt, die keinen Territorialgesang im eigentlichen Sinne besitzen. Oft wird er von juvenilen Vögeln geäußert, die noch nicht am Wettbewerb um Brutreviere und Weibchen teilnehmen, häufig auch von adulten Vögeln außerhalb der Brutzeit. Bei Grasmücken tritt er auch vor dem eigentlichen Motivgesang als „Vorgesang“ auf. Der Subsong besteht in der Regel aus einer Ansammlung von gewöhnlichen Rufen und schwätzenden, plappernden Lautserien und kann auch Imitationen beinhalten. Von Mal zu Mal variiert er sehr stark, er ist darüber hinaus stark individuell geprägt. Die Funktion von Subsongs ist weitestgehend unklar. Möglicherweise handelt es sich um Erprobungen des Vokabulars.